# ロバート・ハートフォード＝デイヴィス
ロバート・ハートフォード＝デイヴィス（Robert Hartford-Davis、1923年7月23日 - 1977年6月12日）は、イングランドの映画監督である。

## 経歴
1923年7月23日、イングランドのケントに生まれる。1968年、ホラー映画『狂ったメス』を監督する。1977年6月12日、アメリカ合衆国のビヴァリー・ヒルズにて死去。

## フィルモグラフィー

### 長編映画
- Crosstrap （1962年） - 監督
- 性の敵 That Kind of Girl （1963年） - 製作
- 十六娘の非処女グループ The Yellow Teddybears （1963年） - 監督・製作
- 港の売春街 Saturday Night Out（1964年） - 監督・製作
- The Black Torment （1964年） - 監督・製作
- Gonks Go Beat （1965年） - 監督・製作
- The Sandwich Man （1966年） - 監督
- 狂ったメス Corruption （1968年） - 監督
- School for Unclaimed Girls （1969年） - 監督
- Incense for the Damned （1970年） - 監督
- The Fiend （1972年） - 監督
- Nobody Ordered Love （1972年） - 監督・製作
- スーパー・ガン Black Gunn （1972年） - 監督
- ザ・テイク/わいろ The Take （1974年） - 監督

### 短編映画
- A Christmas Carol （1960年） - 監督・製作

### テレビ
- Police Surgeon （1960年） - 監督
- Dog and Cat （1977年） - 監督